# Fort Frederica
Fort Frederica er et tidligere engelsk fort på St. Simons Island nær byen Brunswick ved Georgias kyst i USA. I 1936 blev resterne af fortet udpeget som National Monument. Fortet blev anlagt i 1736 af James Ogglethorpe med det formål at beskytte den britiske koloni Georgia mod angreb fra de spanske kolonister i Florida.
Omkring 630 soldater var stationeret på fortet og på landsiden af dette voksede en landsby med ca. 500 indbyggere op. Byen og fortet blev opkaldt efter George 2. af Storbritannien's søn Frederic, Prins af Wales.

## Historie
I begyndelsen af det 18. århundrede var området mellem det britiske Carolina mod nord og det spanske Florida mod syd et omdiskuteret område. Det nuværende Georgia var anledning til konflikter mellem England og Spanien og havde været det i over 100 år. I 1728 fik James Edward Ogglethorpe, der var medlem af det engelske parlament, sammen med en række andre den idé, at man skulle oprette en koloni for gældsplagede i Amerika. Gruppen udarbejdede retningslinjer for kolonien, foreslog, hvor den skulle ligge og navngav den efter kongen. I 1732 underskrev kongen så traktaten for den nye koloni, da var meget større end England selv.

I 1733 gik Ogglethorpe i land med en gruppe på 113 ledsagere, primært militsfolk, som etablerede en bebyggelse ved det nuværende Savannah. Efterhånden kom flere kolonister til, primært fra South Carolina, og man begyndte at anlægge en række forter. I 1734 sejlede Ogglethorpe så syd på for at finde et sted længere mod syd, der egnede sig til at bygge et fort. Han mente at St. Simons Island ville være ideelt og i 1736 vendte han tilbage med en gruppe på 44 mænd, flest håndværkere samt 72 kvinder og børn. Denne gruppe anlagde en by, som fik navnet Frederica og begyndte anlæggelsen af et Fort ved øens kyst. Bag fortet anlagde man 84 jordlodder på 20 gange 30 meter, og hver familie fik en jordlod at bygge på. Når fortet blev kaldt Frederica, var det for at skelne det fra Fort Frederick i South Carolina. Selve fortet var omgivet af et voldanlæg med fire bastioner. På volden løb en palisade, og på vold og bastioner var placeret adskillige 18 punds kanoner. 

Et år senere vendte Ogglethorpe selv tilbage med en hærstyrke på 630 mand, som skulle bemande fortet. Efterhånden voksede byen til omkring 500 indbyggere, og da det var forbudt at holde slaver, udførte indbyggerne selv alt arbejde. Der blev opført huse af palmestammer, senere af tabby, (et byggemateriale fremstillet af brændte østersskaller, som også selve fortet er bygget af) og endelig af mursten. Byen var anlagt som en typisk engelsk landsby med en gennemgående gade kaldet Broad Street (ca. 25 meter bred) og flere mindre gader, der gik ud fra denne.

I 1739 udbrød der krig mellem England og Spanien og da kampene nåede Georgia, lod Ogglethorpe bygge en jordvold rundt om hele byen. Foran volden blev anlagt en 3 meter bred voldgrav og på toppen en palisade bygget af træ. I 1740 samlede Ogglethorpe en styrke på 900 mand fra fortet og de omkringliggende bebyggelser, og suppleret med ca. 1100 oprindelige amerikanere, angreb han St. Augustine i det nordlige Florida. Angrebet mislykkedes og midt på sommeren var han igen tilbage i Frederica.
I 1742 blev fortet angrebet at en spansk flåde på 50 skibe og 2.000 mand. Nogle få nåede helt frem til fortet men blev slået tilbage. De fleste faldt dog i et baghold, som Ogglethorpe havde iværksat ved Bloody Marsh (Slaget ved ved Bloody Marsh). Efter få dages kampe besluttede spanierne at trække sig tilbage.
Efter dette slag truede spanierne ikke længere hverken fortet eller kolonien, og fortet mistede efterhånden sin betydning. Ogglethorpe forlod Georgia i 1743 og kom aldrig tilbage. I 1749 blev styrken på Fort Frederica hjemsendt. Byen blev ramt af økonomisk nedgang, og i 1755 var der kun ganske få indbyggere tilbage. I 1758 blev byen ramt af en brand, og få år efter var den helt forladt.

## Nyere tid
I 1936 blev Fort Frederica udpeget som National Monument af præsident Franklin D. Roosevelt. Monumentet omfatter et areal på ca. 1 km². I 1947 begyndte National Park Service og Fort Frederica Association arkæologiske undersøgelser i området. Dele af byen og fortet blev udgravet ved hjælp af kort og beskrivelser fra det 18. århundrede.
I 1966 blev fortet optaget i National Register of Historic Places.
St. Simons Island hører i dag til det, der kaldes Georgias "Golden Islands". Disse øer er sommerresidens for mange velhavere fra såvel Georgia som andre stater. Selve fortet er åbent for offentligheden, og udover selve resterne af fortet er der også mulighed for at se ruinerne af den udgravede by, foruden nogle murede gravsteder. Fra fortet er der en spadseresti som går omkring 9 kilometer til Bloody Marsh.